# Bromheadia truncata
Bromheadia truncata är en orkidéart som beskrevs av Gunnar Seidenfaden. Bromheadia truncata ingår i släktet Bromheadia och familjen orkidéer. Inga underarter finns listade i Catalogue of Life.